# Sapin de Noël de Trafalgar Square
51° 30′ 29″ N, 0° 07′ 41″ O

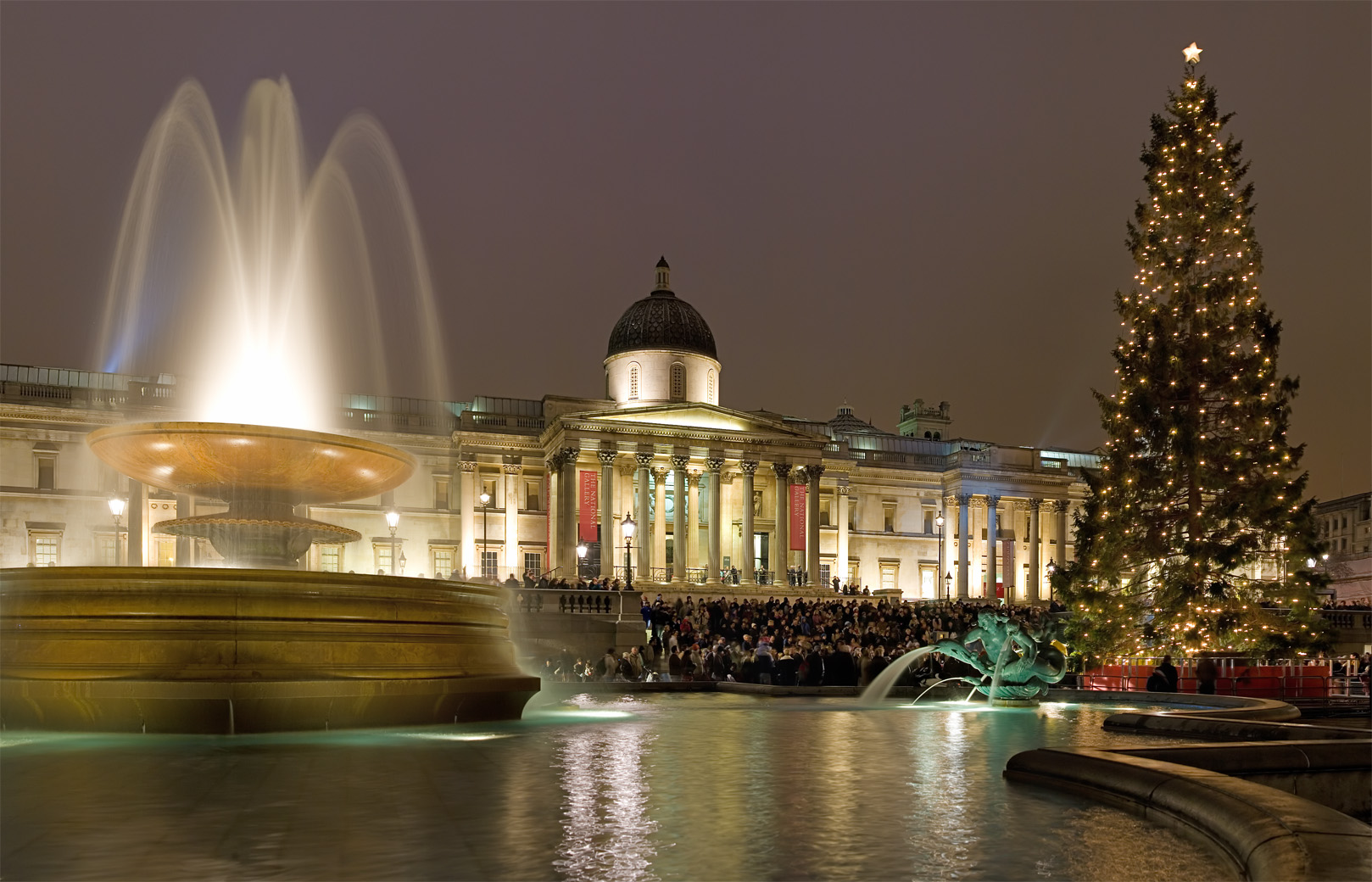
Les chorales se réunissent devant l'arbre deux jours avant Noël en 2006.

Le sapin de Noël de Trafalgar Square est un sapin de Noël offert par la ville d'Oslo (Norvège) au Royaume-Uni chaque année depuis 1947. L'arbre est installé à Trafalgar Square à partir du début du mois de décembre jusqu'au 6 janvier.

## Histoire

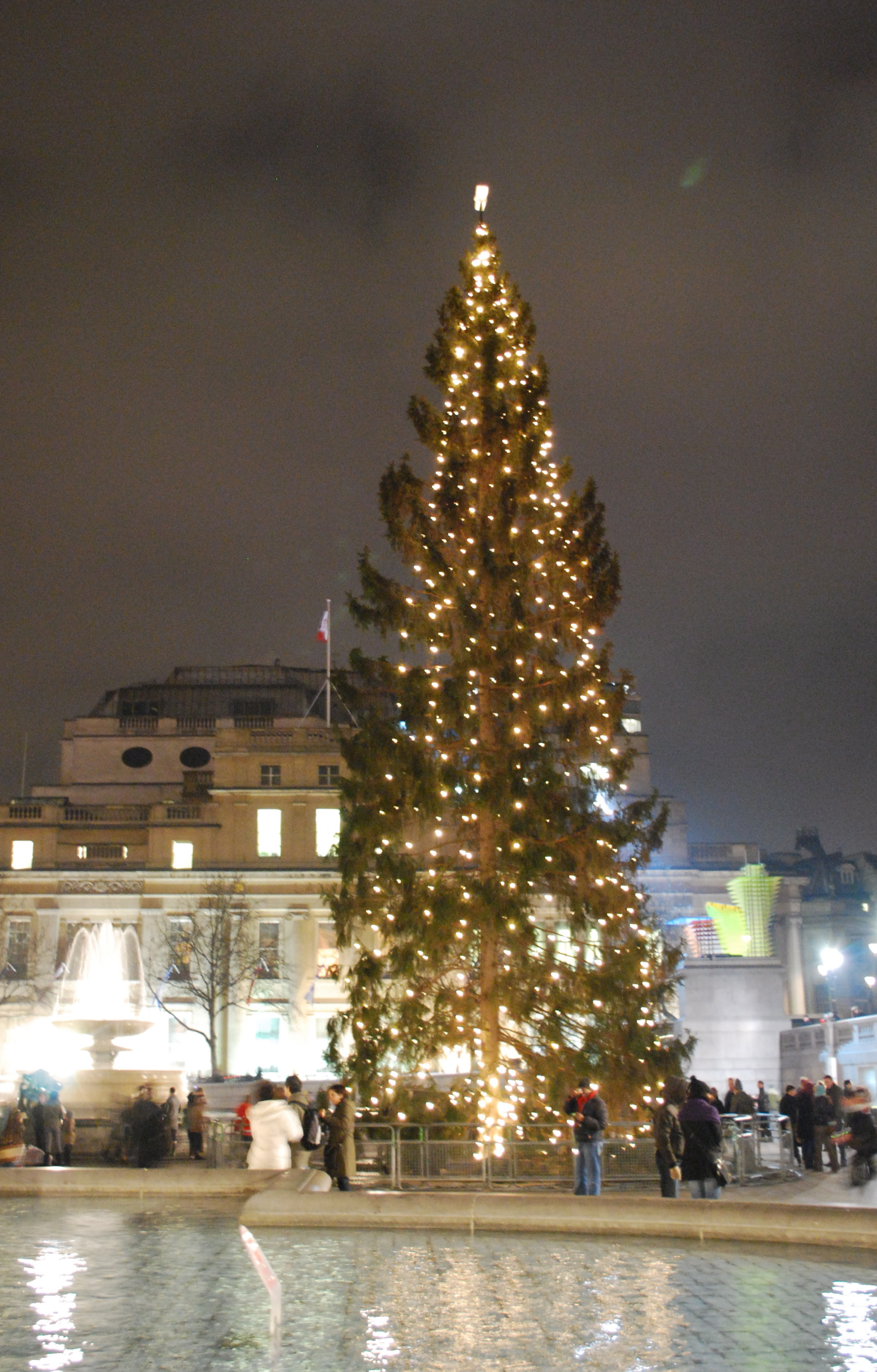
Le sapin en 2008.

Le sapin de Noël est un cadeau annuel offert par la ville d'Oslo depuis 1947 en remerciement du soutien apporté par le Royaume-Uni à la Norvège durant la Seconde Guerre mondiale. Le sapin est l'élément central des chants de Noël effectués par des groupes et des chorales, qui reversent l'argent obtenu à des œuvres caritatives.
L'arbre est installé en décembre et est retiré le 6 janvier, afin d'être recyclé : il est alors transformé en compost et en paillis.

## Description
Le sapin de Noël de Trafalgar Square est habituellement une épinette de Norvège (Épicéa commun) d'un âge compris entre 50 et 60 ans et d'une hauteur de plus de 20 mètres,. Il est coupé dans une forêt près d'Oslo au mois de novembre, lors d'une cérémonie à laquelle assistent l'ambassadeur du Royaume-Uni en Norvège, le maire d'Oslo et le Lord-Maire de Westminster. L'arbre est ensuite expédié en Grande-Bretagne par voie maritime. Il était autrefois expédié gratuitement à Felixstowe par un cargo de la Fred. Olsen Cruise Lines. Depuis 2007, il est envoyé à Immingham via la mer du Nord sur un bateau de la DFDS Tor Line (en), puis est transporté en camion jusqu'à Londres.
Le sapin de Noël de Trafalgar Square est décoré selon le style traditionnel norvégien et est équipé de 500 lumières blanches. En 2008, le sapin était équipé de lampes halogènes basse consommation, d'une intensité totale de 15 ampères (3,5 kW).
Au pied du sapin se trouve une plaque comportant l'inscription suivante :
| This tree is given by the city of Oslo as a token of Norwegian gratitude to the people of London for their assistance during the years 1940-45. A tree has been given annually since 1947. |  | Ce sapin offert par la ville d'Oslo témoigne de la gratitude des Norvégiens envers les Londoniens pour leur soutien pendant les années 1940–45. Un sapin est donné chaque année depuis 1947. |

## Illumination et chants

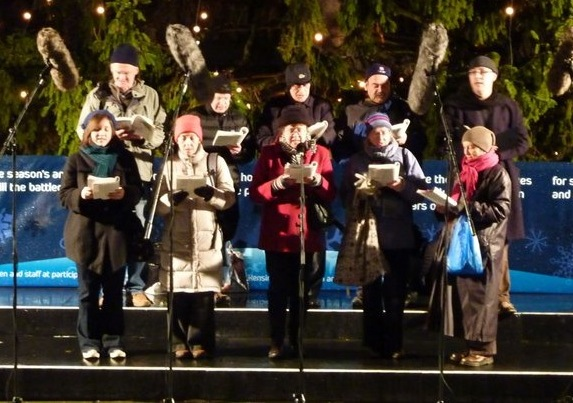
La chorale de Lewisham devant le sapin, en 2010.

La cérémonie d'illumination du sapin, qui dure une trentaine de minutes, est dirigée par le Lord-Maire de Westminster et a lieu le premier jeudi du mois de décembre, en présence de milliers de personnes. L'animation est d'abord effectuée par un groupe et une chorale, puis le sapin est illuminé. Pour beaucoup de Londoniens, la présence du sapin et les chants sur Trafalgar Square signalent l'arrivée de Noël.
Depuis 2009, la Poetry Society (en) a fait inscrire des poèmes sur des banderoles disposées au pied du sapin. En 2010, des écoliers ont récité un des poèmes lors de la cérémonie d'illumination.